# Lîpkî, Stara Sîneava
Lîpkî (în ucraineană Липки) este un sat în comuna Adampil din raionul Stara Sîneava, regiunea Hmelnîțkîi, Ucraina.
Localitatea face parte din regiunea istorică Volânia, iar după tratatul de pace de la Riga din 1921 a devenit parte a Uniunii Sovietice.

## Demografie
Componența lingvistică a localității Lîpkî
     Ucraineană (98,42%)
     Alte limbi (0,95%)
Conform recensământului din 2001, majoritatea populației localității Lîpkî era vorbitoare de ucraineană (98,42%), existând în minoritate și vorbitori de alte limbi.